# Gadhinglaj
Gadhinglaj is een nagar panchayat (plaats) in het district Kolhapur van de Indiase staat Maharashtra. 

## Demografie
Volgens de Indiase volkstelling van 2001 wonen er 25.356 mensen in Gadhinglaj, waarvan 51% mannelijk en 49% vrouwelijk is. De plaats heeft een alfabetiseringsgraad van 78%. 